# Alfombrilla de ratón

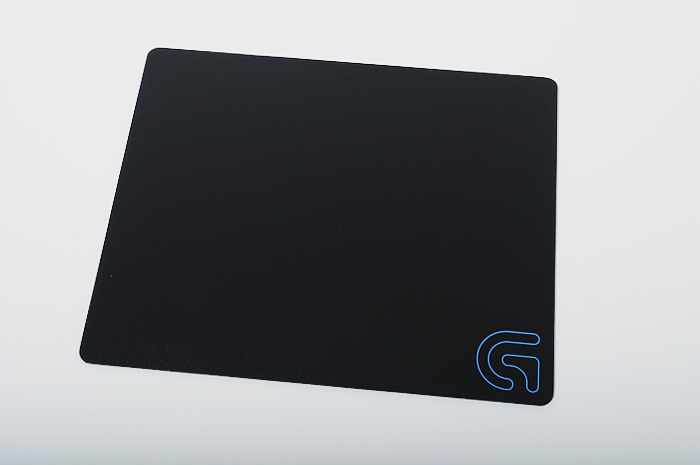
Alfombrilla de Logitech.

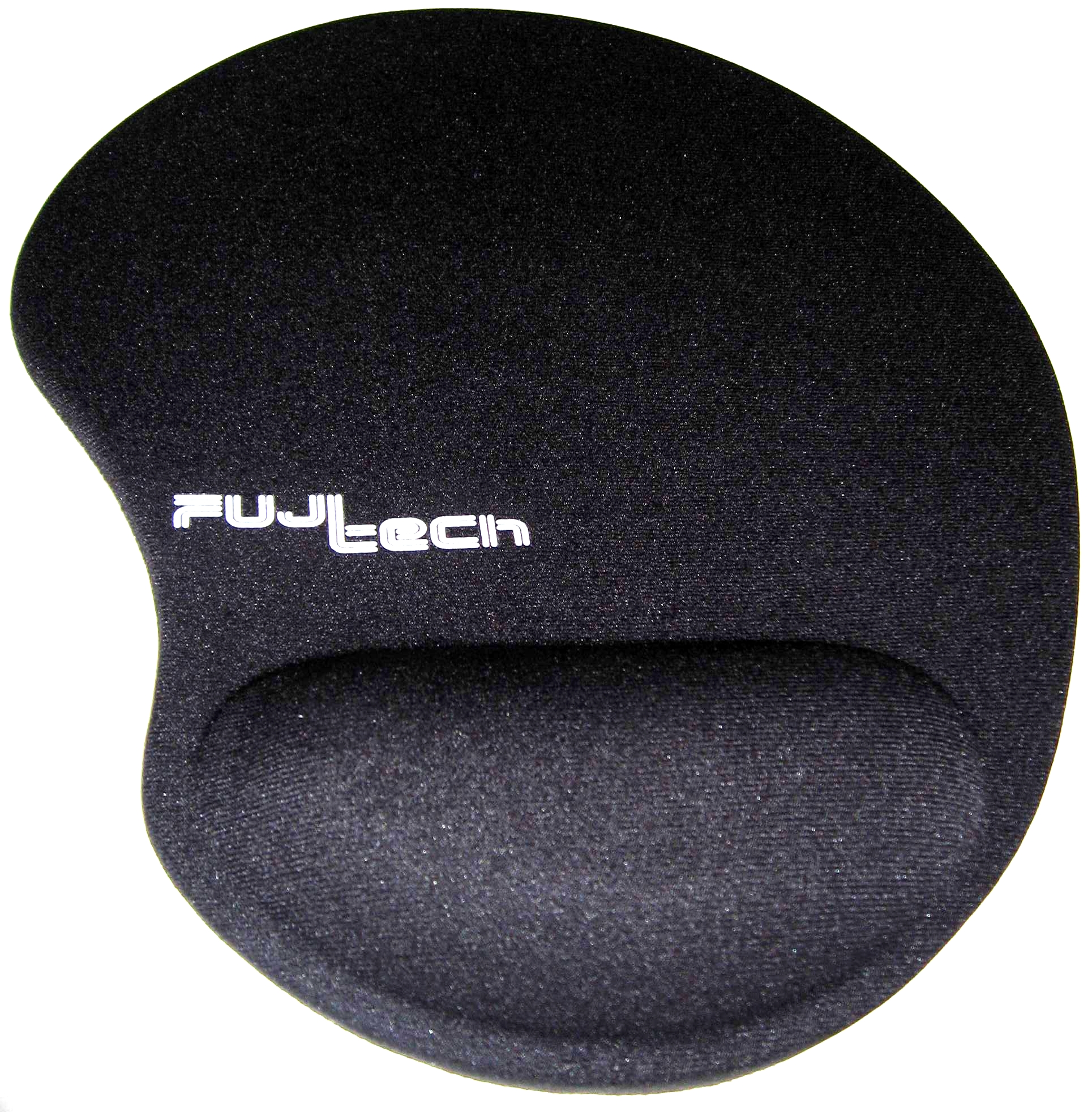
Cojín de ratón con descansador.

La alfombrilla de ratón, alfombrilla posa ratón, almohadilla de ratón o mousepad es la superficie sobre la que se apoya y se desliza el ratón o mouse de la computadora, de manera análoga al movimiento del puntero en la pantalla. La alfombrilla mejora la maniobrabilidad del ratón en comparación con su uso directamente sobre una mesa al proporcionar una superficie que le permite medir el movimiento con precisión y sin fluctuaciones.

## Invención

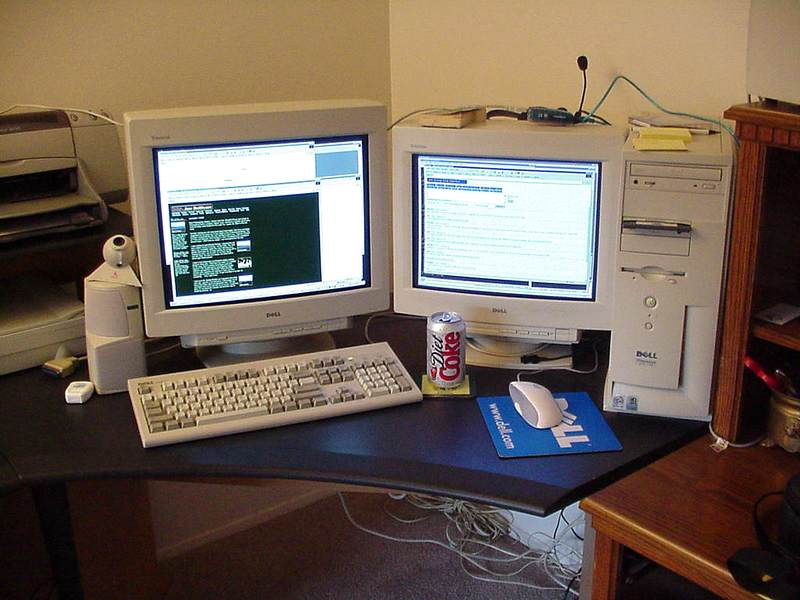
Almohadilla en ambiente utilitario.

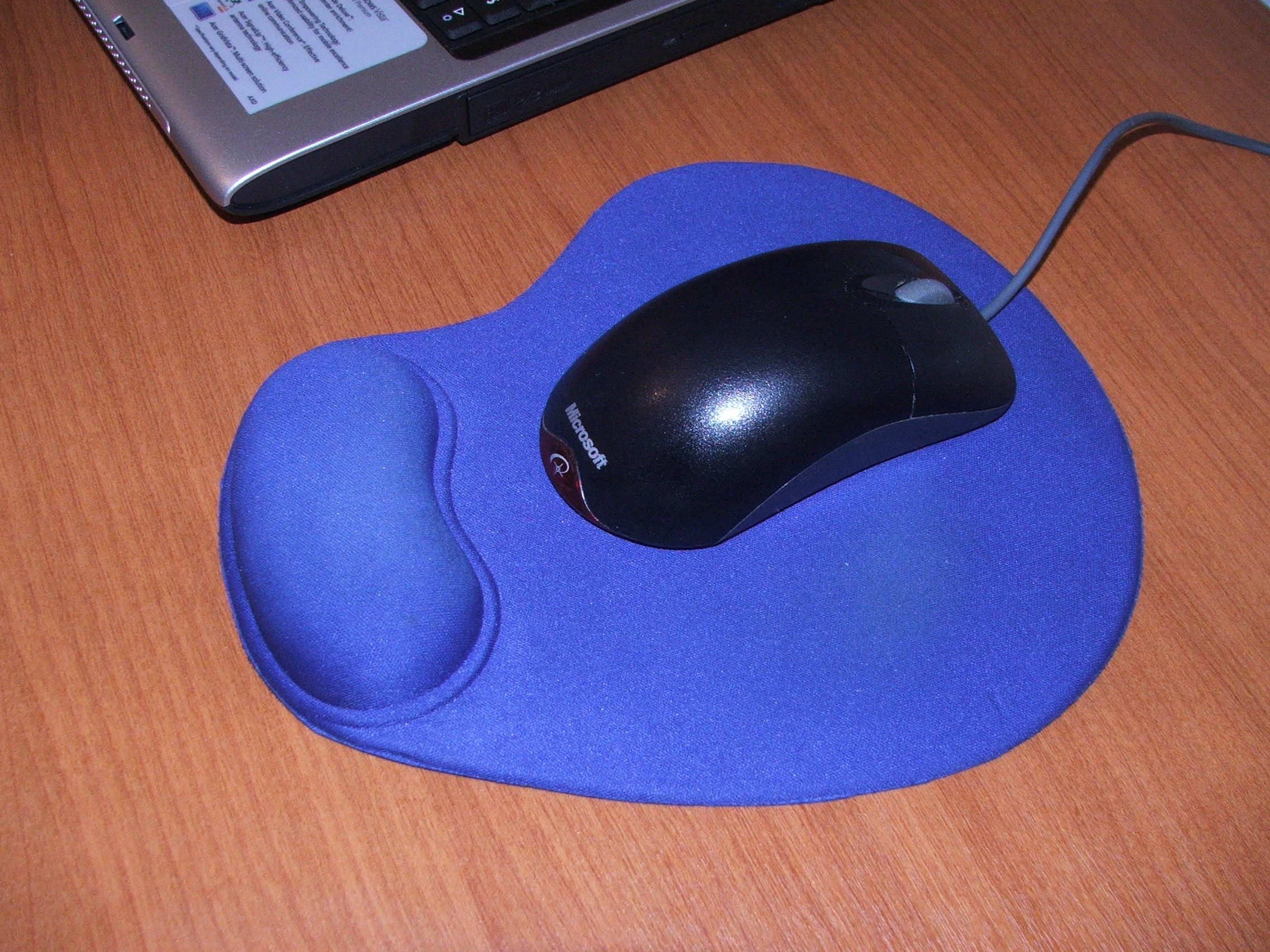
Almohadilla con descansador de gelatina de silicona.

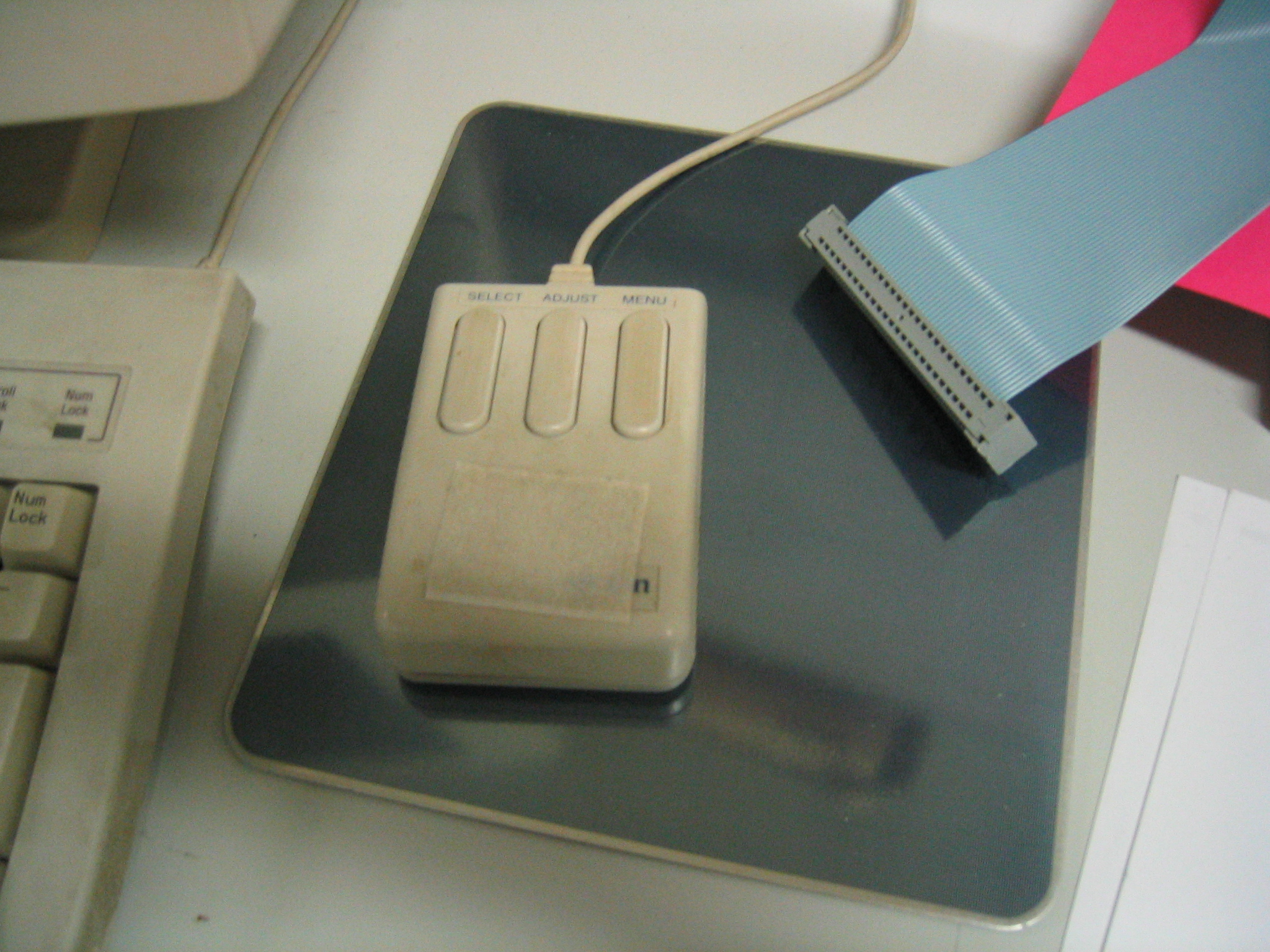
Almohadilla hecha de aluminio con superficie reflejante.

Tanto Alex Pang como Jack Kelley (diseñador de productos de oficina para Herman Miller) afirman que el segundo fabricó la primera alfombrilla para ratón poco después de que Douglas Engelbart, en 1968 y en las oficinas del Stanford Research Institute, inventase el primer ratón. Sin embargo, el ratón no comenzó a producirse en serie y comercializarse hasta mucho más tarde. Durante este tiempo, el ratón no estaba difundido en los departamentos informáticos de la industria e ingeniería, pues otros medios eran mucho más comunes y asequibles. En los 70 un ratón costaba unos 400 dólares estadounidenses, que equivalían aproximadamente a unos 1600 en 2006. El ratón de la computadora en aquel tiempo había sido mejorado incorporándole una bola-rodadora de acero desnudo (sin recubrimiento de goma) (trackball). Estas trackball eran utilizados en la industria de la aviación desde los años 1960. Sin embargo, a la bola de acero se le adhería suciedad, haciendo que el movimiento del puntero resultase nervioso, inexacto y lento. En 1979, cuando el ratón comenzó a mejorarse y hacerse más comercial, Xerox presentó su propio mousepad, inventado, nombrado y documentado por Armando M. Fernández.

## Época de la computadora personal
La almohadilla, en “el nuevo amanecer de la época de la computadora personal”, ayudó al nacimiento de la computadora personal (PC). En los tempranos 1970, varios fabricantes habían reducido sus costos de componentes, con el nacimiento del sistema de operación CP/M al ser incorporado a computadoras hechas en casa y comerciales para uso en casa la primera parte de la PC sucedió. Pero, el nivel de complicación para su uso era muy alto y solo personas de alta inclinación en técnica las podían utilizar si tenían disposición del tiempo que les consumía el uso. También esas primeras computadoras y el sistema de operación CP/M no tenían el ratón incorporado; tampoco tenían interfaz gráfica de usuario (GUI). Fabricantes como Apple, IBM, Atari comenzaron a fabricar y vender sus computadoras personales para uso en casa, pero no apelaban al público en general, sólo apelaban a un público especializado.
En el área de oficina industrial, la Xerox había mejorado al ratón con una bola-rodadora de acero. Y en 1973, había demostrado el sistema Alto I. Este sistema tenía todos los componentes y periféricos de la PC. Pero tenía el problema del ratón de acumular pegotes, moverse despacio y sin exactitud. También el costo de tal sistema era cerca de USD$20.000 (aproximadamente USD$80.000 en 2006). El sistema era típicamente compartido por un grupo de secretarias o un grupo de ingenieros.
En 1979, Steve Jobs de Apple Computers visitó el Xerox Palo Alto Research Center para aprender de tal sistema. El resultado fue que, cerca de 1982, Apple Computers introdujo los sistemas Macintosh y Lisa. Los dos sistemas incluyeron un ratón. Por primera vez, el público en general tuvo alcance a la PC con un ratón y una GUI. La combinación de la GUI con el ratón, permitió al público en general la utilidad fácil y rápida de la PC. El nuevo ratón, fue altamente reducido en costo, también tenía el problema de acumulación de pegotes sobre la bola-rodadora y los rodillos de contacto. Tal acumulación causaba nerviosidad del apuntador, movimiento lento y problemas de seguimiento. El uso de la almohadilla resultó en resolver los problemas que el ratón de bola-rodadora de costo altamente reducido de Apple Computers también tenía. De este modo la almohadilla adquirió gran popularidad y ayudó a que el sistema de oficina se convirtiera en sistema de PC. Una vez que esto sucedió, el resto de fabricantes de computadoras personales se montaron en el tren. Así fue que la almohadilla ayudó al nacimiento de las computadoras personales que incorporaban un apuntador de pantallas y una GUI.

## Tipos de almohadillas
Existen con diversas superficies texturadas para varios tipos de tecnologías del ratón. La cubierta del tablero de vinilo, debido a su pegajosidad, era una superficie popular para la almohadilla, alrededor los años 1980.
Cuando el primer ratón óptico apareció, requirió una almohadilla con hexágonos impresos para mejorar la exactitud, velocidad y comodidad; era incapaz de un funcionamiento adecuado en cualquier otra superficie. Después de que fuera incorporado el recubrimiento de goma de silicona sobre la superficie de la bola-rodadora de acero del ratón, la almohadilla con superficie de tela fue encontrada la más apropiada. Ayudó a mantener limpia de pegotes la superficie de goma de silicona de la bola-rodadora y con más velocidad y exactitud que una superficie de escritorio.
Las almohadillas impresas con hexágonos abrieron camino a otras superficies más exactas y más rápidas, como el material de tela que proporcionó una superficie microscópica texturada. Algunas almohadillas para los ratones ópticos son brillantes y con patrones de red, tales se vieron en los años 80; aunque, ratones ópticos más modernos tienen menos necesidad una almohadilla para moverse en muchas superficies, pero cuando exactitud, velocidad y comodidad son necesarias para la persona, se utilizan las almohadillas. Además, un número de acolchados puestos en varios lugares de la almohadilla aumentan la comodidad de su uso.
Existen almohadillas especiales para mayor precisión o rapidez, están especialmente diseñadas para gaming, generalmente están tienen un costo más elevado por la calidad de sus materiales y diseño.

## Diseños
Originalmente, las almohadillas estaban disponibles en una forma rectangular simple. Estos últimos años, lo han estado en muchas formas y diseños. Los diseños ergonómicos están a la venta actualmente, hechos con materiales de gelatina de silicona, espuma y rebordeado.
Las compañías regalan a menudo almohadillas por razones promocionales y los fabricantes de computadoras incluyen a menudo una almohadilla con su logotipo en ella, generalmente con la información de la ayuda técnica. Muchos, artistas han publicado su trabajo sobre almohadillas.
Ahora hay una variedad bastante grande de “almohadillas grado del juego” de alta calidad. Al principio había solamente tres fabricantes: Everglide (discutible que fuera el primero en salir al mercado), seguido de cerca por Industrias Funcionales, y Ratpadz. En 2005 varias compañías más se unieron, como Steelpad, Icemat, Razer, Qpad, Corepad, Xtracpads, Steelseries, Gamerzstuff y Allsop. Estas almohadillas están disponibles en una variedad amplia de tamaños para satisfacer los diversos ajustes de la sensibilidad que los jugadores eligen. El Corepad Deskpad XXXL, posiblemente el cojín más grande en el mercado, mide 90 cm x 45 cm.

## Materiales de las almohadillas
Típicamente, las almohadillas de menor coste se hacen con caucho de espuma. Sin embargo, otros tipos están disponibles; algunos se hacen de tela, con neumáticos de goma reciclados, caucho de silicona, cuero, cristal, madera, aluminio, acero, plástico, piedra, cerámica, acero inoxidable o metales, por ejemplo.